# Tour Pacific
La tour Pacific (aussi appelée Arcelor) est un gratte-ciel de bureaux situé dans le quartier d'affaires français de la Défense (précisément à Puteaux, dans le quartier de la Défense 7). La Tour, qui à l'origine portait le nom de Japan Tower, est l'une des nombreuses réalisations de la SARI de Christian Pellerin, qui en avait confié la conception au duo Kurokawa-Inoue en 1986. La réalisation en a été faite par la SARI Ingénierie et Marc Mussche Architecte. 
Ce bâtiment présente la particularité d'avoir une façade plane et une façade courbe, forme qui avait déjà été utilisée à la Défense (tour Sequoia). La tour a été évidée en son centre pour permettre à une passerelle piétonne de rejoindre de l'autre côté de la RD 914 (ex-RN314) la tour Kupka, qu'on pourrait qualifier de « sœur jumelle » de la Pacific car présentant la même forme.
Cette tour a notamment hébergé le siège d'Usinor, devenu ensuite Arcelor, de 1996 (?) à avril 2006. La Société générale a repris ces bureaux en 2006.
En mai 2013, le groupe québécois Ivanhoe-Cambridge, branche immobilière de la Caisse des dépôts du Québec, et propriétaire de la tour, l'a vendue 215 millions d'euros à un groupe américain.

## Description
Quelques entreprises installées dans la tour :
- Intel
- OCP
- Prosernat (Groupe IFPEN / Axens / Heurtey)
- Whirlpool
- La France Mutualiste

## Iconographie

Tour Pacific (vue depuis la tour Facto Kupka)
Ouverture au centre de la tour Pacific conduisant à la passerelle vers la tour Facto Kupka